# Die Muschel (Droste-Hülshoff)
Die Muschel ist ein Gedicht von Annette von Droste-Hülshoff. Es wurde 1844 veröffentlicht.

## Text
Die Muschel

Su, susu,

O, schlaf im schimmernden Bade,

Hörst du sie plätschern und rauschen,

Meine hüpfende blanke Najade?

Ihres Haares seidenen Tang

Über der Schultern Perlenschaum;

Horch! sie singt den Wellengesang,

Süß wie Vögelein, zart wie Traum:

»Webe, woge, Welle, wie

Westes Säuselmelodie,

Wie die Schwalbe übers Meer

Zwitschernd streicht von Süden her,

Wie des Himmels Wolken tauen

Segen auf des Eilands Auen,

Wie die Muschel knirrt am Strand,

Von der Düne rieselt Sand.«

»Woge, Welle, sachte, sacht,

Daß der Triton nicht erwacht.

In der Hand das plumpe Horn,

Schlummert er am Strudelborn.

In der Muschelhalle liegt er,

Seine grünen Zöpfe wiegt er;

Ries’le, Woge, Sand und Kies,

In des Bartes zottig Vließ.«

»Leise, leise, Wellenkreis,

Wie des Liebsten Ruder leis

Streift dein leuchtend Glas entlang

Zu dem nächtlich süßen Gang;

Wenn das Boot, im Strauch geborgen,

Tändelt, schaukelt bis zum Morgen.

In der Kammer flimmert Licht;

Ruhig, Kiesel, knistert nicht!«

Das Lied verhaucht, wie Echo am Gestade,

Und leiser, leiser wiegt sich die Najade,

Beginnt ihr strömend Flockenhaar zu breiten,

Läßt vom Korallenkamm die Tropfen gleiten,

Und sachte strählend schwimmt sie, wie ein Hauch,

Im Strahl, der dämmert durch den Nebelrauch;

Wie glänzt ihr Regenbogenschleier! o,

Die Sonne steigt, das Meer beginnt zu zittern

Ein Silbernetz von Myriaden Flittern!

Mein Auge zündet sich wo bin ich? wo?

Tief atmend saß ich auf, aus Westen

Bohrte der schräge Sonnenstrahl;

Es tropft’ und rieselt’ von den Ästen,

Die Lerche stieg im Äthersaal;

Vom blanken Erzgewürfel traf

Mein Aug’ ein Leuchten, schmerzlich flirrend,

Und in des Zuges Hauche schwirrend

Am Boden lag das Autograph.

So hab’ ich Donner, Blitz und Regenschauer

Verträumt, in einer Sommerstunde Dauer.

## Inhalt und Form
In sieben Strophen wird, eingebunden in die Rahmenhandlung des Einschlafens, Träumens und Wiedererwachens des lyrischen Ichs, ein Liebesakt zwischen zwei Meereswesen geschildert. In der ersten Strophe wird das lyrische Ich, seltsamerweise im Bade, von einem unbekannten Wesen in den Schlaf gesungen. Dieses zitiert seinerseits den Gesang einer Najade, der die nächsten drei Strophen einnimmt. Diese weisen grundsätzlich den Paarreim auf, während die erste Strophe noch den Kreuzreim als Reimschema hatte. Die Najade besingt die wogenden Wellen, die zunächst möglichst leise ihr Werk tun sollen, damit der in der Muschelhalle schlummernde Triton nicht erwacht. Dann aber soll die Welle diesem schlummernden Meeresgott Sand und Kies in den Bart rieseln lassen, woraufhin er offenbar doch erwacht, denn in der letzten Strophe des Najadengesangs liefert der Wellenkreis die leise Begleitmusik zu einem nächtlichen Stelldichein in einem Boot. In der fünften Strophe, die zehn statt der bisher üblichen acht Verse hat und vom Paar- zum umarmenden Reim übergeht, macht sich die Najade bei Sonnenaufgang auf den Heimweg, wobei sie sich im Schwimmen kämmt, und das lyrische Ich erwacht. Es findet sich nicht gleich zurecht, stellt dann aber in der sechsten, teils Kreuz-, teils umarmenden Reim aufweisenden Strophe fest, dass die Sonne bereits im Westen steht und ihren Strahl auf die Erde „bohrt“. Weitere Naturerscheinungen in dieser Strophe sind die von den Ästen rieselnde und tropfende Feuchtigkeit, die aufsteigende Lerche, die blitzende Blendung durch das „Erzgewürfel“ und schließlich ein Lufthauch, der ein „Autograph“ zum Flattern bringt, das, so könnte man meinen, während des Traumes des lyrischen Ichs entstanden ist. In der letzten Strophe, die nur zwei Zeilen lang ist und wieder den Paarreim aufweist, erklärt das lyrische Ich, ein kurzes Sommergewitter verträumt zu haben, das sich also in dessen Unterbewusstsein zu einem Liebesakt der elementaren Wesen umgebildet hat.

## Rezeption
Lorenz Völlmecke bezeichnete Die Muschel in seiner Dissertation als eines der formvollendetsten Gedichte der Droste und wies nach, dass die Freiligrath-Lektüre Spuren in dem Gedicht Die Muschel hinterlassen hat. Rüdiger Bernhardt nimmt an, dass dieses Gedicht seinerseits einer der Ideenspender war, die dem Seegesicht von Peter Hille zugrunde lagen. Schon Droste-Hülshoff habe Tabus gebrochen und in diesem Gedicht die Freie Liebe propagiert. Bernhardt weist auf die Ähnlichkeit des Wortmaterials und der Komposition hin, um seine Theorie zu unterstreichen. Er behandelt Die Muschel ebenso wie Völlmecke als ein selbstständiges Gedicht. Allerdings gehört der Text offenbar als Teil des Sommertagstraums in einen größeren Zusammenhang. Betrachtet man diesen Kontext, so wird das elementare Liebeserlebnis, das in Die Muschel geschildert wird, etwas ironisiert: Das lyrische Ich liegt, umgeben von Geburtstagsgaben, zu denen auch „Meeresbeute“ gehört, an Migräne leidend auf dem Sofa und entschlummert offenbar, als das drückende Wetter einen Umschwung nimmt. In den Träumen beginnen die einzelnen Geburtstagsgeschenke, zuerst ein Autograph, dann ein Denar, dann eine Erzstufe und schließlich die Muschel, zu sprechen bzw. zu singen. Das „Su, susu“, mit dem Die Muschel beginnt, wird also von der Muschel selbst gesummt, das Autograph nicht vom schlummernden lyrischen Ich unterbewusst geschaffen, wie Bernhardt zu meinen scheint, der es als „nichts anderes als die von der Najade gehörte Beschreibung der Liebesnacht“ bezeichnet.